# Pennaraptora
Pennaraptora (dal latino; penna ossia "piuma di uccello" e rapere ossia "strappare", il che fa riferimento ad un uccello predatore piumato) è un clade definito come "il più recente antenato comune di Oviraptor philoceratops, Deinonychus antirrhopus e Passer domesticus (il passero domestico), e tutti i loro discendenti", da Foth et al., 2014. Il più antico membro noto di questo clade è Anchiornis, dal Giurassico superiore della Cina, circa 160 milioni di anni fa.
Il clade "Aviremigia" è stata condizionalmente proposto insieme a diversi altri cladi apomorfi a base relativo agli uccelli da Jacques Gauthier e Kevin de Queiroz in un documento del 2001. La loro definizione proposta per il gruppo era "un clade derivante dal primo panaviano con ... penne remiganti e timoniere, cioè, ingrandite, con barbule a cuscinetto agganciato distalmente al pennulae e piume pennacee derivate dagli arti anteriori distali e dalla coda".